# Whistle (Geräusch)

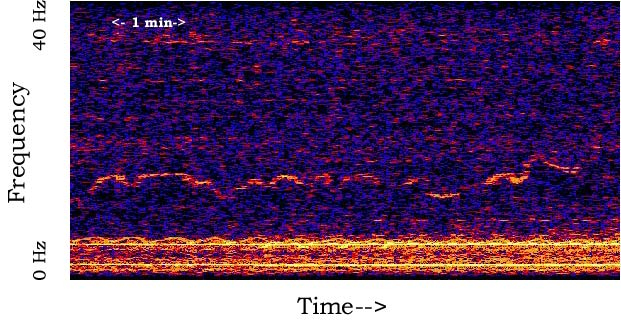
Spektrogramm des Geräusches „Whistle“

Als Whistle (engl.: Pfiff) wird ein Geräusch bezeichnet, welches am 7. Juli 1997 um 7:30 Uhr GMT durch ein einzelnes Hydrophon im Pazifischen Ozean registriert und aufgenommen wurde. Die Lage des Hydrophons ist 8° N, 110° W. Der Entstehungsort des Geräusches ist unbekannt, und es wurde von keinem anderen Hydrophon registriert. Sein Frequenzbereich lag zwischen 1 und 6 Hz.
Die National Oceanic and Atmospheric Administration vermutet als Ursache für das Geräusch eine submarine Eruption.